# 大鹅观草
大鹅观草（学名：Roegneria grandis）为禾本科鹅观草属下的一个种。

## 扩展阅读
- 維基物種上的相關：大鹅观草